# 亞沃里夫齊
49°37′47″N 26°56′20″E / 49.62972°N 26.93889°E
亞沃里夫齊（烏克蘭語：Яворівці）是位於烏克蘭西部的村莊，由赫梅利尼茨基州裡赫梅利尼茨基區的克拉西利夫市鎮負責管轄。該村面積2.61平方公里，海拔高度351米，2001年人口660，人口密度每平方公里253人。